# 圣卢西亚 (巴拉那州)
圣卢西亚（葡萄牙語：Santa Lúcia）是巴西巴拉那州的一个市镇。总面积172.93平方公里，总人口4433人，人口密度25.6人/平方公里。